# Amarantträ

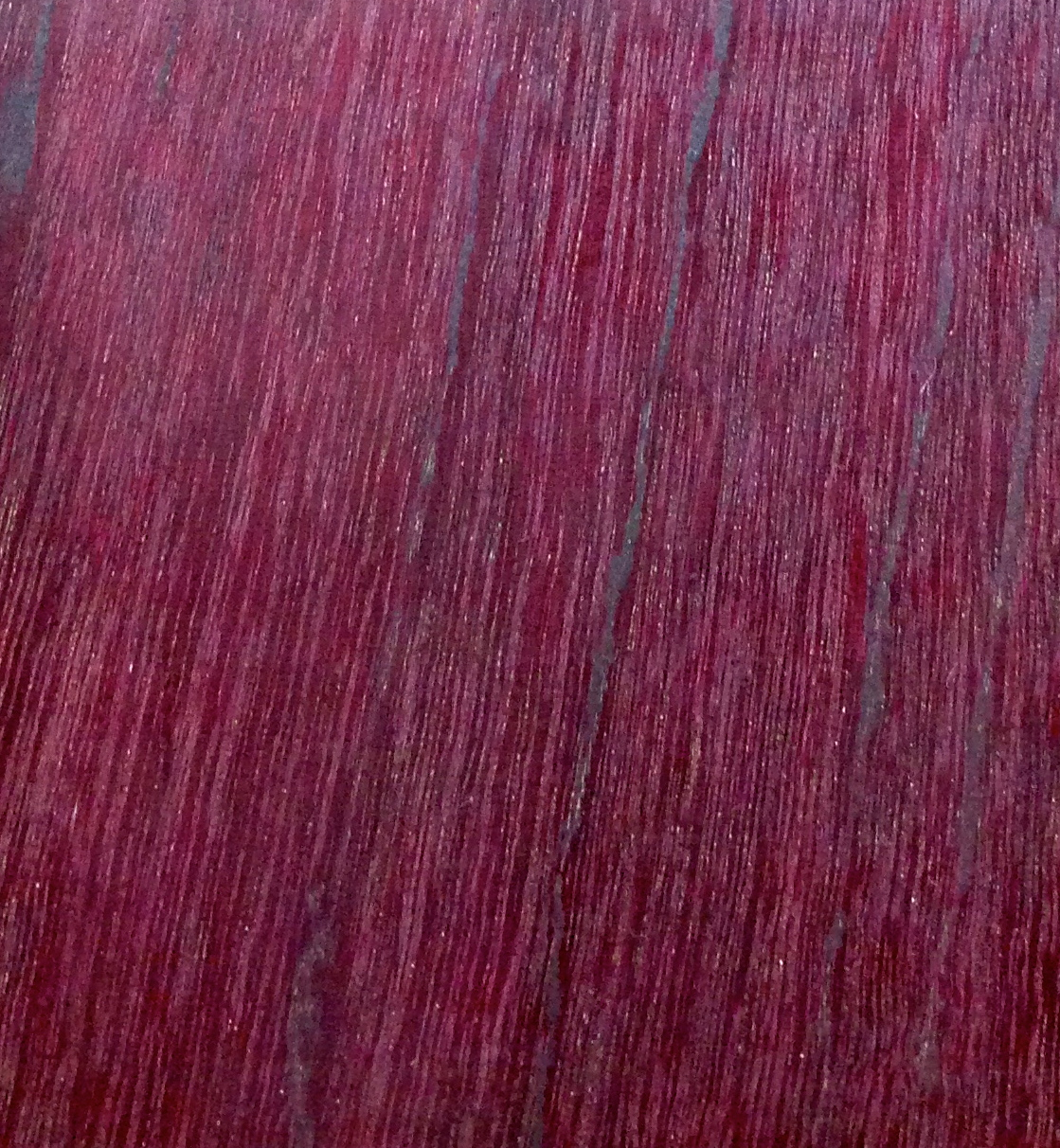

Amarantträ, eller purpurträ, utvinns av veden från en i Sydamerika växande art av växter Peltogyne. Kärnveden är blodröd eller violett och tämligen hård och tung. Den skiljes lätt från blå ebenholts genom att den inte avger någon färg vid kokning i vatten.
Amarantträ användes främst vid möbeltillverkning och förs i handeln i form av plankor med 7–8 meters längd.
Extrakt från amarantträ kommer till användning vid framställning av vissa parfymer.